# Telia Eesti
Telia Eesti AS (LSE: EETD, TASE: ETLAT) — крупнейшая телекоммуникационная компания в Эстонии. Основана в 1997 году как Eesti Telekom AS. Головной офис компании расположен по адресу улица Мустамяэ 3, Таллин.

Логотип предприятия Eesti Telekom

С 20 января 2016 года включает в себя бывшее телекоммуникационное предприятие Elion.
По состоянию на 30 сентября 2021 года численность персонала компании составила 1 553 человека.
Общий торговый оборот в 2020 году составил 344 826 000 евро, прогноз на 2021 год — 284 422 195 евро, средняя заработная одного работника в третьем квартале 2021 года составила 2 530 евро.

## Собственники и руководство
Владельцем компании является Telia Company (100 % акций).